# Атланта Гладиаторс
«Атланта Гладиаторс» (англ. Atlanta Gladiators) — профессиональная хоккейная команда, выступающая в Южном дивизионе Восточной конференции ECHL. Базируется в городе Дулут, штат Джорджия, США.
Свои домашние игры проводят на стадионе «Газ Саут-арена», примерно в 35 км к северо-востоку от Атланты.
Франшиза была основана как «Мобил Мистикс» в 1995 году. Они приостановили свою деятельность в 2002 году и переехали в Дулут в 2003 году, где первоначально назывались «Гуиннетт Гладиаторс». В 2015 году они сменили название на «Атланта Гладиаторс». В 2006 году они стали чемпионами Южного дивизиона и Американской конференции, но в финале Кубка Келли уступили команде «Аляска Эйсез» со счётом 4-1 в серии.
6 июня 2023 г. «Гладиаторс» стали филиалом  «Нэшвилл Предаторз» из НХЛ и «Милуоки Эдмиралс» из АХЛ.

## Известные игроки
Категория:Игроки ХК «Атланта Гладиаторс»